# Северин, Гай Ильич
Гай Ильи́ч Севери́н (24 июля 1926, посёлок Чудово, Новгородская область — 7 февраля 2008, Московская область) — генеральный конструктор НПП «Звезда» (1964—2008), Герой Социалистического Труда (1982), академик Российской академии наук, доктор технических наук, профессор, учёный в области систем жизнеобеспечения экипажей самолётов и космических кораблей, повышения эффективности боевых самолётов. Специалист в области биомеханики человека в экстремальных условиях полёта, методов спасения экипажей самолётов и космических кораблей в аварийных ситуациях, создатель катапультного кресла К-36, спасшего жизни более тысячи лётчиков, и космических скафандров серии «Орлан». Мастер спорта СССР, двукратный чемпион СССР по горнолыжному спорту, почётный член президиума Федерации горнолыжного спорта России.

## Биография

#### Детство и юношеские годы
Гай Ильич Северин родился в посёлке Чудово Новгородской области. Был вторым ребёнком в семье. Брат Владимир — на два года старше. Отец работал в системе совхозов НКВД, из-за чего семья часто меняла место жительства. В 1939 году они переехали под Алма-Ату. Там в горах Ала-Тау под руководством старшего брата Гай познакомился с альпинизмом и спуском на самодельных лыжах с гор.
Когда в 1942 году в Алма-Ату эвакуировали Московский авиационный институт (МАИ), Гай учился в девятом классе. Он сдал экстерном экзамены за десятый класс и в возрасте 16 лет поступил в МАИ. В 1942 году институт вернулся в Москву, и Гай получил место в общежитии. 

#### Учёба в МАИ и спорт
Гай хорошо учился, активно занимался спортом. Кроме знакомого с детства альпинизма Гай занимался гимнастикой, академической греблей, волейболом. Больше всего ему нравился горнолыжный спорт, и когда его товарищ, Лёня Юрасов, член спортклуба МАИ — альпинист, горнолыжник — организовал в институте секцию горных лыж, Гай сразу в неё записался. Катались они на трофейных немецких лыжах с Воробьёвых гор. Кроме Воробьёвых гор, ездили тренироваться на горнолыжную базу, расположенную недалеко от железнодорожной станции «Турист».
В 1947 году Гай уже участвовал в первенстве «Буревестника», потом стал призёром первенства Москвы, и спортклуб МАИ отправил его в Кировск на чемпионат СССР. Хотя призёром он там не стал, но вошёл в десятку лучших горнолыжников страны. В 1948 году он во второй раз поехал на чемпионат СССР, который проходил тоже в Кировске, где победил в скоростном спуске.
Пока Гай ездил по соревнованиям, его сокурсники уже защитили дипломы. Но поскольку он защищал честь МАИ, руководство института пошло навстречу и перенесло ему защиту на следующий год. Поэтому Гай защитил диплом только в 1949 году, хотя работал в ЛИИ на преддипломной практике с 1947 года.
После защиты Гай отказался от предложения выступать за «Крылья Советов», получая спортивную стипендию, которая была гораздо выше оклада инженера, и остался работать в ЛИИ, продолжая одновременно интенсивно тренироваться.
На чемпионате СССР 1950 года, который проводился в Чимбулаке, недалеко от родительского дома, он снова стал чемпионом в скоростном спуске. При этом Александр Филатов, неоднократный чемпион СССР, занявший второе место, проиграл ему 15 секунд, а спортсмен, занявший третье место, — 17 секунд.
После этой победы в Чимбулаке, когда Гай стал двукратным чемпионом СССР, он понял, что ему пора сделать выбор, чему посвятить свою дальнейшую жизнь — профессиональному спорту или работе в авиации. Но, несмотря на последующую напряжённую работу в ЛИИ, даже став начальником отдела, а потом и лаборатории, Гай всё же находил возможность для тренировок. До 1956 года он входил в сборную команду СССР и неоднократно выступал на международных соревнованиях.
Верным любимому виду спорта он оставался на протяжении всей своей жизни. Работая в ЛИИ, а потом возглавляя «Звезду», Гай Ильич всегда находил возможность по нескольку раз в год съездить в горы — в родной Чимбулак, в Бакуриани, на Чегет. Он и в пятидесятилетнем возрасте любил встать в низкую стойку и пронестись по трассе скоростного спуска.

В 1970-е и 1980-е годы на подмосковном Боровском кургане часто проводились горнолыжные соревнования, и Гай Ильич часто принимал в них участие, достойно конкурируя с молодыми соперниками. 
По инициативе Г. И. Северина, когда он уже был руководителем НПП «Звезда», на Боровском кургане была создана прекрасная горнолыжная база, впоследствии ставшая горнолыжным Клубом Гая Северина.

В последние годы Гай Ильич в составе большой компании любителей горнолыжного спорта, куда входили и космонавты, и телевизионщики, регулярно ездил в Австрийские Альпы, где устраивал настоящий горнолыжный фестиваль, под названием «Русская неделя». При этом он регулярно выигрывал там соревнования по гигантскому слалому среди ветеранов, оставляя позади удивлённых бывших чемпионов Австрии. Ведь ему тогда было далеко за семьдесят лет, а им около шестидесяти. На эти "русские недели" приезжали его старые друзья по спорту: Преображенский, Гиппенрейтер, Тальянов.
Гая Ильича регулярно избирали Почётным членом Федерации горнолыжного спорта страны, и он гордился этим не меньше, чем своим членством в Академии наук.
До конца жизни Гай Ильич оставался удивительно активным человеком. Он всё хотел попробовать: езду на горном велосипеде, полёты на параплане.
Как-то, уже в 80-летнем возрасте он был на отдыхе в Италии. Возле дома, где они жили, был бассейн, и Гай Ильич, развлекая разомлевшую на солнце публику, прыгал в этот бассейн, исполняя переднее и заднее сальто. А на другой день, в то время как остальные мужчины, гораздо моложе его, валялись на пляже, Гай Ильич решил освоить виндсёрфинг, и до тех пор, пока не встал на доску и не пошёл по волнам, не успокоился.

## Работа вЛетно-исследовательском институте (ЛИИ)

#### Начало работы
В 1947 году студент 5 курса МАИ Гай Северин узнал, что в Лётно-Исследовательском институте, расположенном в подмосковном посёлке Стаханово, вскоре переименованного в город Жуковский, открылась школа лётчиков-испытателей. И попав туда, он сможет осуществить свою давнюю детскую мечту... «Ну, что ж, значит, нужно туда поступить!» — решил Гай, и добился распределения в ЛИИ.
По причинам, рассказанным выше, его преддипломная практика в ЛИИ растянулась на два года. Энергичный, грамотный студент сразу был замечен руководством, и хотя диплом инженера он защитил только в 1949 году, все эти два года преддипломной практики он уже работал на инженерной должности во вновь созданной лаборатории, начальником которой стал известный учёный-аэродинамик профессор В. Н. Матвеев.
Вначале Северина включили в группу, которая проводила исследования аэродинамических характеристик самолётов на летающих моделях. И он настолько глубоко вошёл в эту тему, что ему поручили докладывать результаты проведённых исследований знаменитому авиаконструктору С. А. Лавочкину.
После защиты дипломной работы Гай, твёрдо следуя намеченной цели, собрался поступать в школу лётчиков-испытателей. Но ему отказали, объяснив, что он не совсем правильно понял, что это за школа, и прежде чем испытывать самолёты, нужно сначала научиться на них летать.
И каждый день в четыре утра Гай садился на недавно купленный мотоцикл и ехал в аэроклуб, в Тайнинку. Час там летал, а к девяти возвращался на работу. После работы он шёл на занятия в аспирантуру, куда к этому времени поступил, и лишь поздним вечером попадал домой. А на следующий день, в четыре утра всё начиналось сначала.
Когда свидетельство об окончании аэроклуба было получено, он снова пришёл в школу лётчиков-испытателей. Но его опять не взяли — оказалось, что в данный момент идёт набор только военных лётчиков, имеющих боевой опыт. «Может это и к лучшему», — подумал Гай, — «лучше я буду хорошим инженером, чем ещё неизвестно каким лётчиком-испытателем».
В 1950 году его перевели из лаборатории Матвеева, в лабораторию № 24, в отдел систем заправки топливом в полёте. В этот период он много летал в качестве ведущего инженера на самолётах Ту-2, Ту-4, Ту-16, Ил-28. Это дало ему возможность в полной мере ощутить и понять работу лётчиков, созданию максимально комфортных условий для деятельности которых он посвятил всю свою дальнейшую жизнь.

#### Создание систем заправки топливом в полёте
К этому времени за рубежом использовались две схемы заправки в полёте: американские ВВС заправлялись с помощью телескопической штанги, которая вставлялась оператором заправщика в воронку на «спине» заправляемого самолёта, а англичане использовали заправку по системе шланг-конус. Шланг с конусом на конце выпускался из самолёта-заправщика, при этом конус стабилизировал шланг в воздушном потоке и одновременно упрощал стыковку с заправляемым самолётом.
Выбор схемы заправки проводился совместно с ОКБ В. М. Мясищева. Там был создан уникальный бомбардировщик М-4, но из-за высокого расхода топлива его двигателями он не мог обеспечить требуемую дальность полёта. Было очевидно, что без дозаправки в полёте не обойтись. В результате многочисленных обсуждений и анализов было принято решение использовать систему типа «шланг-конус».
После проведения программы лётных испытаний с участием представителей ОКБ, завода-разработчика и отдела Северина, представлявшего ЛИИ, система была принята, что в дальнейшем обеспечило требуемые лётно-технические характеристики стратегических бомбардировщиков М-4 и 3М, а впоследствии и самолёта Ту-95.

#### Работы по созданию средств спасения лётчиков
На эти же годы пришёлся период бурного развития нашей реактивной истребительной авиации. Скорости и высоты полёта самолётов росли, уже перешли скорость звука, и остро встала проблема спасения лётчиков. В этой связи в ЛИИ появилось новое направление исследований — отделяемые кабины для спасения экипажа при аварийной ситуации, которым Гаю Северину было поручено заниматься. Потом это стало темой его кандидатской диссертации.
Благодаря своей энергии, инженерному и организаторскому таланту, а также удивительной работоспособности, Гай быстро поднимался по служебной лестнице. Ещё до защиты диссертации, в 1954 году он стал начальником отдела. Такие должности в ЛИИ занимали только маститые учёные, а ему было лишь 28 лет.
Вскоре Гая назначили начальником лаборатории № 24. И это ни у кого не вызвало удивления, потому что, кроме таланта инженера, он ещё обладал уникальным чутьём, необходимым руководителю — что надо делать и по какому направлению идти для скорейшего достижения нужного результата.
В конце 1950-х годов, после успешного запуска первого Советского спутника, у руководства страны во главе с Н. С. Хрущёвым, появилось мнение, что в современной войне бомбардировочная авиация будет не нужна, а всё будут решать межконтинентальные баллистические ракеты (!?). Пришлось идти «в ногу со временем», и в лаборатории № 24, по инициативе Северина начались исследования по спасению и спуску на землю отработанных ступеней ракет. Им была предложена идея использования для аэродинамического спуска этих ступеней в атмосфере гибкого треугольного крыла. После сброса отработанной ступени балки крыла должны были надуваться, оно приобретало дельтовидную форму, и ступень на нём спускалась. При лётных испытаниях крыло с подвешенным к нему грузом сбрасывалось с вертолёта. Но технически это осуществить оказалось весьма сложно. Крыло всё время складывалось. Однако для спорта идея гибкого крыла пригодилась, и была в дальнейшем с успехом использована дельтапланеристами.
В то же время появилась острая необходимость в надёжных средствах спасения лётчиков скоростных военных самолётов. Использовавшиеся катапультные кресла первого поколения, созданные самолётными ОКБ, уже не обеспечивали надёжное спасение экипажа в существенно расширившемся по скоростям и высотам диапазоне режимов полёта.
Обстановка со средствами спасения настолько обострилась, что решать эту проблему Правительство поручило сразу нескольким авиационным КБ, установив им для этого жёсткие сроки.
Кресла одновременно разрабатывались в ОКБ А. И. Микояна, П. О. Сухого, А. Н. Туполева и А. С. Яковлева. При этом их конструкции существенно отличались друг от друга.
Проблема была в том, что разработкой катапультных кресел, занимались бригады конструкторов, которые, как правило, не были специалистами в аэродинамике, в расчёте массово-инерционных характеристик, в автоматике и физиологии. Поэтому авиационным фирмам для создания своих катапультных кресел, нужен был идеолог.
Таким идеологом стала лаборатория Г. И. Северина, а сам он был назначен руководителем работ по испытаниям и доводке новых всережимных кресел.
Для испытаний экспериментальных макетов катапультных кресел в ЛИИ, под руководством Г. И. Северина было оборудовано пять летающих лабораторий, в том числе и уникальная летающая лаборатория на базе самолёта Ил-28, позволяющая производить катапультирование вверх и вниз, лицом и спиной к набегающему потоку.

Ведущая роль лаборатории Северина в создании описанного выше ряда катапультных кресел ни у кого не вызывала сомнений. Недаром в списке Лауреатов Ленинской премии за 1965 год «За разработку и внедрение в серийное производство всережимных катапультных кресел для боевых самолётов», из тринадцати человек — трое сотрудники ЛИИ, во главе с Севериным.

#### Создание катапультного кресла для космического корабля (КК) «Восток» и систем аварийного спасения космонавтов
В 1958 году в ЛИИ приехал один из ведущих конструкторов ОКБ-1 (С. П. Королёва) К. П. Феоктистов. Он привёз предложение об участии института в разработке принципов построения системы приземления и спасения космонавта первого пилотируемого космического корабля «Восток».
Вначале в ОКБ С. П. Королёва рассматривался вариант полёта человека в космос на аппарате, летящем по баллистической траектории.
Лаборатории Северина предлагалось заняться проблемой приземления, а также аварийного спасения космонавта. В связи с этим сразу же возникла идея создания специальной капсулы, которая на участке выведения располагалась бы под обтекателем головной части ракеты, а при спуске обеспечивала защиту космонавта от нагрева в атмосфере и стабилизированное снижение до момента выпуска парашюта.
К концу 1959 года в ЛИИ был изготовлен макет такой капсулы с теплозащитой, парашютной системой, а также с системой автоматики и управления. В капсуле предполагалось размещение человека в специальном космическом скафандре.
Лаборатория Северина стала, по существу, опытно-конструкторским бюро, которое занималось идеологией и координацией разработок и испытаний. Гай Ильич возглавил эту работу, взяв на себя роль Главного конструктора.
Пока шли испытания макета, в ОКБ-1 было принято решение отправить человека сразу в орбитальный полёт в космос, чтобы опередить американцев. Они-то готовили полёт по баллистической траектории на своём первом одноместном космическом корабле «Меркурий», а соревнование с американцами было важнейшим фактором в осуществлении нашей космической программы.
В связи с этим решением, стало понятно, что необходимость в специальной капсуле отпадает. Капсулой в этом случае становилась сама кабина корабля, которую назвали спускаемым аппаратом (СА). Она обеспечивала защиту космонавта как при нормальном спуске с орбиты, так и при аварии ракеты на больших высотах. Для спускаемого аппарата была выбрана форма шара. Однако из-за отсутствия на то время системы мягкой посадки, несмотря на использование специального тормозного парашюта, была опасность большой перегрузки при ударе СА о землю. Поэтому решили катапультировать космонавта в кресле из спускаемого аппарата перед его приземлением, на сравнительно небольшой высоте.
Таким образом, появилась необходимость в катапультном кресле. После детального анализа требований к креслу космонавта, инженеры лаборатории Северина пришли к выводу, что их можно полностью удовлетворить, модифицировав уже разработанную капсулу. При этом парашютные системы и пиромеханизмы оставались теми же.
В результате был выбран проект, предложенный ЛИИ, а изготовление серийных кресел поручалось заводу № 918. Одновременно ЛИИ поручалось проведение всесторонних испытаний катапультного кресла в полёте.
Для проведения этих испытаний в ЛИИ были изготовлены макеты кресла, разработаны необходимые методики и подготовлены летающие лаборатории на базе самолётов Ил-28, Ту-16 и вертолёта Ми-4.
С июля по сентябрь 1960 года было проведено восемь катапультирований макетов кресла с манекенами. При этом было исследовано движение манекена лицом и спиной к потоку, определено требуемое положение центра масс, отлажена работа стреляющего механизма и парашютных систем.
Для аварийного спасения космонавта на старте было предложено использовать ракетные ускорители, устанавливая их на кресле с небольшим смещением относительно его центра масс. За счёт этого кресло после катапультирования из СА разворачивалось заголовником назад по полёту и удалялось от него на требуемое расстояние. В таком положении выпускался стабилизирующий, а затем основной парашют. После этого космонавт отделялся от кресла и приземлялся в 120 метрах от старта, побывав на высоте 80—90 метров. Такая схема и была использована в серийной системе спасения СА.
Так постепенно окончательно сформировался облик катапультной системы корабля «Восток», обеспечивающей как аварийное спасение космонавта, так и его штатное приземление после завершения космического полёта.
Когда макет катапультной системы, созданный в ЛИИ, продемонстрировал свою полную работоспособность, материалы испытаний были переданы на завод № 918, где приступили к изготовлению натурных кресел, которые поступили на испытания в ЛИИ в октябре 1960 года.
До запуска первого корабля-спутника с человеком оставалось чуть больше пяти месяцев. Так как все системы кресла были проверены на действующих макетах, то для отработки серийных кресел на самолётах потребовалось всего десять катапультирований с манекенами. После этого кресла были успешно испытаны парашютистами-испытателями В. Головиным и П. Долговым.
Для окончательного подтверждения безотказной работы системы приземления СА 9 и 25 марта 1961 года были осуществлены два контрольных запуска корабля «Восток» с манекенами и собаками, которые завершились успешно. Всё было готово к полёту первого человека в космос.
После успешного полёта Гагарина, Г.И. Северин за участие в разработке и за руководство испытаниями системы приземления и спасения космонавта космического корабля «Восток», проведённых в ЛИИ, был награждён Орденом Трудового Красного Знамени.
Следующим шагом в освоении космоса человеком явилось создание многоместных космических кораблей «Восход-1» и «Восход-2». При этом была поставлена задача приземления космонавта в спускаемом аппарате. Успешно решить эту задачу с помощью парашютной системы оказалось практически нереальным. В связи с этим сотрудниками лаборатории № 24 ЛИИ: Г. И. Севериным, В. Н. Свергуном и Я. Я. Радиным была предложена схема осуществления мягкой посадки с использованием тормозного порохового двигателя и выдвижного механического контактного устройства для его запуска. Апробация системы приземления СА «Восход» была осуществлена в стендовых и лётных испытаниях, в том числе на кабель-кране ЛИИ и летающих лабораториях Ту-16 и Ан-12.
Коллектив сотрудников ЛИИ под руководством Г. И. Северина принял также активное участие в создании системы спасения космонавтов пилотируемых кораблей «Союз» при аварии ракеты-носителя на старте и начальном участке выведения.
Среди большого числа других значимых работ по освоению человеком космического пространства следует отметить работу, проведённую с участием лаборатории Северина, по исследованиям влияния невесомости на организм человека и тренировкам космонавтов перед космическими полётами, на специально оборудованной летающей лаборатории Ту-104.

## Работа в НПП «Звезда»

#### Назначение на должность Главного конструктора
В январе 1964 года Г.И Северина вызвал заместитель министра Б. В. Куприянов и по поручению министра авиационной промышленности П. В. Дементьева предложил ему пост Главного конструктора завода № 918.
На следующий день его представили коллективу, и Гай Ильич Северин после семнадцати лет работы в Лётно-Исследовательском институте, вступил в новый этап своей жизни, став Главным конструктором завода № 918, впоследствии — знаменитой «Звезды».
Хоть Гай был ещё довольно молодым человеком — ему было только 38 лет, задел у него был немалый: руководство испытаниями систем заправки в полёте, проведение большой и сложной работы по испытаниям всережимных катапультных кресел, не говоря уже о кресле для Юрия Гагарина. Он имел опыт руководства большой научно-исследовательской лабораторией, которая работала очень продуктивно. Он был кандидатом технических наук. У него большой налёт на различных самолётах в качестве летающего ведущего инженера, и он хорошо прочувствовал специфику лётного труда. Да и задача ему министром была поставлена конкретная: завод должен создавать изделия, которые кардинально повысят безопасность экипажей реактивных самолётов во всём диапазоне высот и скоростей полёта, что вполне соответствовало тому, чем он до сих пор занимался.
Кроме авиационной, завод к этому времени работал по космической тематике: разрабатывал и изготовлял скафандры и системы жизнеобеспечения космонавтов.
Когда Северин появился на заводе, все вначале отнеслись к нему насторожённо, но Гай Ильич сразу покорил всех своей неуёмной энергией и азартом, и у него быстро установились хорошие контакты со всеми ведущими сотрудниками завода.
Северин, по своей привычке, сразу взял с места в карьер. Чтобы как можно скорее ознакомиться с тематикой предприятия, он целыми днями беседовал с каждым из руководителей подразделений, с ведущими конструкторами, вникая во все подробности и особенности их работы, погружаясь в их проблемы.
Многие направления работы завода были для него совсем незнакомы, например, проблема пожаротушения на самолёте. Он полдня выслушивал объяснения начальника этого отдела про макрокинетику, про горение, про ингибирование, про защиту самолёта от взрыва… И не просто слушал, а старался во всё это вникнуть, чтобы найти пути для развития этого направления. И это ему удалось. Гай Ильич сразу начал налаживать связи с профильными институтами. С его помощью у завода вскоре возникли теснейшие контакты с институтом физики горения и взрыва Сибирской АН, с институтом материаловедения на Украине, с институтом химфизики АН. На заводе была создана комплексная физико-химическая лаборатория, где велись серьёзные исследования. В результате за короткий срок он поднял исследования вопросов пожаротушения на совершенно иной уровень. Конечно, это можно объяснить тем, что в душе он был всё-таки авиатор. И все самолётные проблемы были ему очень близки. 

#### Создание шлюзовой камеры для космического корабля «Восход-2»
Так получилось, что почти сразу после того, как Гай Ильич Северин стал Главным конструктором, ещё не успев как следует освоиться в новой должности, руководству космической отрасли была поставлена срочная задача — обеспечить выход человека в открытый космос. При этом практически вся работа по обеспечению самого выхода поручалась заводу.
В сложившейся тогда политической обстановке руководству страны необходимо было непрерывно демонстрировать всему миру преимущество социалистического строя. А так как в это время появилась информация, что американцы на своём космическом корабле «Джемини» буквально через год-полтора готовят выход человека в космос, то нужно было их обязательно опередить.
У американцев был довольно примитивный проект. Он предполагал открытие люка корабля, из которого космонавт на какое-то время высовывался до пояса, возвращался обратно, и люк закрывался.
С. П. Королёв решил произвести настоящий выход в космос, чтобы космонавт действительно находился какое-то время в космическом пространстве — вне корабля! Но по указанным выше причинам было очень важно сделать такой выход раньше американцев. А если начать дорабатывать космический корабль «Восход», устанавливая на него специальный шлюз для выхода космонавта, что потребует проектирования и изготовления нового обтекателя, то опередить их, скорее всего, не удастся.
Тогда на заводе, во время одного из совещаний, у Северина неожиданно возникла мысль, сделать раскладывающийся мягкий надувной шлюз.
С. П. Королёв сразу принял идею мягкого шлюза и активно помог в его производстве.
Конечно, нужно было ещё создать принципиально новый скафандр для работы в космосе с соответствующей системой жизнеобеспечения. Нужно было разработать методику выхода в космос и возвращения на корабль. Но самой трудной задачей было создание такой мягкой надувной конструкции шлюза, которая в сложенном состоянии умещалась бы в небольшом зазоре между обтекателем ракеты и внешней поверхностью космического корабля. На орбите, при сброшенном обтекателе, у этой конструкции должны были надуться силовые балки, она должна при этом расправиться и принять такие размеры и геометрическую форму, которые позволят разместиться в ней космонавту в скафандре.
Много лет спустя немецкие и американские специалисты, ознакомившись с оборудованием, которое было изготовлено для первого выхода человека в космос: скафандром с системой жизнеобеспечения и шлюзовой камерой, заявили, что такая работа заняла бы у них от шести до десяти лет. Но у Северина и его коллектива такого количества времени не было. От момента одобрения Королёвым проекта мягкой шлюзовой камеры, до выхода А. Леонова в космос прошло всего девять месяцев, что до сих пор считается чудом.
Все пилотируемые космические полёты, начиная от первого «Востока», были по-своему сложными. Но этому полёту, предусматривающему первый выход человека в космос, с самого начала его подготовки постоянно сопутствовала череда неприятных, труднообъяснимых событий. Эти неприятности были настолько существенны, что несколько раз приходилось принимать поистине волевые решения — идти дальше или всё отменять. И каждый раз получался заколдованный круг: отменять нельзя, потому что поджимают американцы, а идти вперёд — значит рисковать жизнью людей.
Началось с того, что не удалось провести запланированный эксперимент по сбросу спускаемого аппарата космического корабля «Восход» с самолёта АН-12 и оценить изменение аэродинамики при установке на его шарообразную поверхность шпангоута крепления шлюзовой камеры. Этот оставшийся шпангоут мог привести к вращению спускаемого аппарата, что запутало бы стропы парашюта СА, и в результате привело бы к его разрушению при столкновении с землёй.
Однако при сбрасывании почему-то не сработало программное устройство парашютной системы, и спускаемый аппарат был разбит.
Но С. П. Королёв перед полётом «Восхода» всё же провёл испытание спускаемого аппарата с прикреплённым шпангоутом, использовав для этого спутник-фоторазведчик «Зенит». После входа в атмосферу спускаемый аппарат действительно начал вращаться, но достаточно медленно, что не должно было помешать раскрытию парашюта.
Затем произошла более существенная неприятность. Было принято решение, перед полётом космонавтов провести аналогичный беспилотный космический полёт с манекеном. То есть выполнить все операции предстоящего пилотируемого полёта, записать их с помощью телеметрии и сравнить с результатами испытаний на земле. Если всё сходится, значит, можно лететь с экипажем.
Беспилотный полёт начался благополучно, корабль был выведен на орбиту, произведено развёртывание шлюзовой камеры, наддув скафандра, открытие люка… и тут корабль вышел из зоны радиовидимости, улетев на обратную сторону Земли. Все ждали, когда корабль возвратится с другой стороны нашей планеты и опять появится в зоне радиовидимости. Но в расчётное время корабль не появился.
Никто не мог понять, что же случилось, но возникла чрезвычайно сложная ситуация. Уже через две-три недели нужно лететь П.Беляеву и А.Леонову, а результатов контрольного космического полёта с манекеном — нет. Корабль исчез.
На следующий день Северину позвонил Королёв и спросил: «Ну, что будем делать? Ведь за выход отвечаешь ты, тебе и решать!». Гай Ильич сказал: «Сергей Павлович, сейчас я ничего не могу сказать, дайте мне неделю». «Хорошо, подождём неделю», — ответил Королёв.
Сразу после этого разговора Северин организовал группу из своих сотрудников, которая должна была сравнить результаты, полученные по телеметрии до исчезновения корабля, с результатами заводских испытаний.
Через пять дней было установлено, что до исчезновения корабля все записи, которые производились при имитации процедуры выхода в космос в барокамере, полностью совпадали с записями, которые удалось получить из космоса до момента исчезновения радиосигнала.
К этому времени удалось установить истинную причину таинственного исчезновения космического корабля. Оказывается, дело было в ошибке, которую допустил один из офицеров наземной станции слежения — он слишком рано нажал на кнопку включения программного устройства корабля, что в результате привело к серии неправильных команд и его автоматическому подрыву. Но, по крайней мере, стало ясно, что корабль ни при чём, а виноват программный механизм, который его ликвидировал.
Совпадение записей, полученных при испытаниях в барокамерах, с начальными записями космических испытаний, очень обнадёживало. Гай Ильич тщательно их проанализировал и принял решение, что нет оснований откладывать полёт.
На самом деле, конечно, основания были. И было беспокойство, что может быть что-то не учли, недоисследовали… И хорошо бы отложить полёт, сделать новый корабль, слетать заново с манекеном в беспилотном режиме, и тогда уже спокойно провести полёт космонавтов с выходом в открытый космос. Может быть, так и нужно было делать, но теперь уже и сам Северин, спортсмен и Чемпион по своей натуре, не хотел отдавать пальму первенства выхода в открытый космос американцам. Ну как же так — проделать такую огромную работу и перед финишем пустить их вперёд? Был ли риск? Да, был. Но он есть в каждом космическом полёте! И Северин доложил Королёву, что нужно продолжать программу, и посылать экипаж в полёт.
Королёв, выслушав Гая Ильича, сказал: «Хорошо, я не буду возражать на Госкомиссии, но доказывать, что можно лететь будешь ты, а не я. Вот доложишь, докажешь, убедишь всех, ну и вперёд!». То есть вся ответственность за выполнение программы полёта с этого момента ложилась на Г. И. Северина — Главного конструктора этой системы.
После доклада Гая Ильича на Госкомиссии его предложение было одобрено, и началась подготовка к пилотируемому полёту. Однако, как оказалось, неприятности ещё не закончились. Когда всё уже было полностью подготовлено к полёту, произошло совершенно непредвиденное: полностью собранный корабль стоял на стапелях, а рядом с ним на лебёдке, зафиксированной при помощи защёлки, располагался двухметровый шлюз в надутом состоянии, подвешенный люком вниз. Так его проверяли в течение суток на герметичность. Солдат, поставленный для охраны «объекта», от нечего делать, что-то напевал, постукивая при этом пальцем по защёлке. После очередного его «постукивания» защёлка выскочила, и шлюз с высоты шести метров шлёпнулся о бетонный пол и вдребезги разбился. Когда Северин сообщил о произошедшем Королёву, тот был, конечно, взбешён, но успокоившись, спросил: "У тебя ведь наверняка есть запасной шлюз?".  Гай Ильич ответил, что действительно есть запасной шлюз, который использовался для тренировок космонавтов, но есть сомнения, что он в рабочем состоянии. К сожалению, сомнения подтвердились. Когда шлюз проверили, то обнаружилось, что несколько надувных камер, которые формируют его конструкцию, оказались негерметичными. По инструкции заменить их можно было только на заводе.
Это было неприемлемо по времени. Нужно было что-то предпринимать. К вечеру, когда нервное напряжение у всех уже зашкаливало, Северин вызвал к себе четырёх своих рабочих, которые входили в группу подготовки к полёту, и сказал: «Ребята, к пяти утра вы должны заменить три негерметичные камеры на герметичные с разбившегося шлюза. Никто вам мешать не будет, вы смекалистые русские мужики, и сами что-нибудь придумаете. Только подробно запишите, что вы делали, потому что за технологией следит военпред. Я буду у себя, и если нужно, в любой момент подъеду, но вы должны всё закончить к пяти утра. Вопрос оплаты вашего труда не стоит — сколько скажете, столько и получите». В пять утра всё было сделано и проверено. Шлюз установили на корабль, и всё было готово к полёту.

#### Создание универсального катапультного кресла К-36
Ещё работая в ЛИИ и проводя испытания катапультных кресел, Гай Ильич часто задумывался, зачем для каждого самолёта разрабатывать своё кресло? Не проще ли создать одну универсальную конструкцию, оптимизировать её и приспособить для установки на все строящиеся военные самолёты? Но он был не разработчик, а испытатель, поэтому как-то влиять на существовавший подход к созданию кресел не входило в его компетенцию. Тем не менее, на одной из встреч с министром авиации П. В. Дементьевым, Северин высказал ему эту идею, хотя настаивать на ней не стал.
К 1965 году в авиационных частях на различных типах боевых самолётов находилось в эксплуатации около тридцати типов катапультных кресел. Это не только значительно удорожало их производство, но и усложняло обслуживание. К тому же, на всех этих многочисленных типах кресел действия лётчика, при катапультировании, как правило, не совпадали. Это приводило иногда к трагическим последствиям. Было несколько случаев, когда при переходе с одного самолёта на другой лётчики в экстремальной ситуации ошибались в порядке действий при покидании самолёта и погибали.
Таким образом, важна была унификация не только конструкции кресел, но и действий экипажа при катапультировании.
Через год после того, как Гай Ильич Северин стал Главным конструктором завода № 918, вышел приказ Министерства авиационной промышленности о создании унифицированного катапультного кресла, которое предполагалось устанавливать на всех типах военных самолётов. Кто инициировал и готовил этот приказ, теперь уже трудно установить, но то, что к нему приложил руку Северин, подкинув в своё время эту идею Дементьеву, вполне вероятно.
Приказ явился для всех руководителей авиационных ОКБ полным сюрпризом. Ведь их сотрудники только что получили Ленинские премии как раз за разработку и внедрение своих новых всережимных катапультных кресел. И эти кресла уже серийно производились и устанавливались на самолётах этих ОКБ. Да и сам Гай Ильич был первым в этом списке лауреатов.
Так или иначе, но тем же приказом головным предприятием по разработке унифицированного катапультного кресла был назначен завод № 918, вскоре получивший наименование: "Машиностроительный завод «Звезда».
Г. И. Северин понял, что у него появился шанс создать не только унифицированное кресло, но и унифицировать всю систему жизнеобеспечения лётчика, о чём он много размышлял ещё в ЛИИ, занимаясь проблемами катапультирования, и часто обсуждал эту тему с лётчиками-испытателями.
Эта система выполняет два вида функций.
Первая — когда самолёт применяется по своему прямому назначению, и она обеспечивает нормальные условия жизнедеятельности лётчика: подаёт кислород для дыхания, защищает лётчика от перегрузок и т. д.
Вторая — это спасение лётчика в случае аварии или боевого поражения самолёта.
И возникает проблема: как строить эту систему на случай аварийной ситуации?
Северин, с учётом пожеланий лётчиков-испытателей, пришёл к выводу, что создавая защитное снаряжение вместе с катапультным креслом, нужно быть нацеленным, прежде всего, на выполнение боевой задачи, а уж если придётся, то эти защитные средства должны спасти его жизнь. И в том, чтобы эта вторая функция снаряжения не мешала выполнять основную задачу, должен проявиться весь блеск конструкторской мысли.
И вот здесь проявилась гениальность Северина-конструктора и философия спортсмена-горнолыжника, когда он идёт по трассе скоростного спуска по единственно правильной траектории, которая приводит к победе.
«Звезда» оказалась единственной фирмой в мире, которая сумела совместить два противоречивых требования, создавая всё снаряжение лётчика, как единую комплексную систему.
Хотя основная цель разработок «Звезды» — создание лётчику оптимальных условий для профессиональной работы, важна и вторая функция системы жизнеобеспечения — спасение его при аварии.
Но использование катапультного кресла должно не только обеспечить лётчику жизнь. После катапультирования он должен вернуться в строй. И это связано не только с гуманным отношением к людям. Есть ещё вторая причина, которая ещё раз убеждает в правильности философии Северина.
Подготовка современного военного лётчика требует огромных усилий и… материальных затрат!
Самолёт, на котором он летает, и система вооружения, которой оснащён самолёт, стоит примерно таких же денег. То есть одна боевая единица распадается на три, примерно равнозначные по стоимости части. Но если лётчик катапультируется и, даже оставшись жив, станет инвалидом, то сразу теряются средства, которые затрачены на его обучение. А если он, после катапультирования, снова готов летать, то это, кроме всего прочего — колоссальный экономический эффект.
Если раньше не успевали для простейших самолётов лётчиков готовить, то сейчас, чтобы получить «Лётчика», нужно годами учить человека с высшим инженерным образованием. Поэтому его нужно не только спасти, а сохранить.
Но сохранить здоровье лётчика после катапультирования на очень большой скорости или на манёвре — это сложнейшая задача, и Северин сформулировал её следующим образом: весь комплекс спасения должен быть спроектирован так, чтобы независимо от режима полёта, где произошла аварийная ситуация, лётчик мог катапультироваться и снова вернуться в боевой строй.
Для создания универсального катапультного кресла на «Звезде» была организована бригада из молодых ребят, только что пришедших из институтов, и не отягощённых никакими догмами и преклонением перед авторитетами. Северин никогда не боялся привлекать к серьёзным работам молодёжь. Он хорошо помнил, в каком возрасте сам начал свою трудовую деятельность в ЛИИ. Именно поэтому, став руководителем "Звезды, он полностью поменял руководящий состав предприятия, назначив своими заместителями молодых способных и активных сотрудников Н. Афанасенко, В. Сверщёка, О. Смотрикова, В. Харченко, А. Солдатенко, И. Абрамова.
В процессе конструкторских разработок были предложены две схемы кресла. В результате проведённого конкурса была выбрана схема Соболева и Моисеева. В дальнейшем это кресло получило известное во всём авиационном мире наименование К-36.
Гай Ильич согласился с концепцией, предложенной Соболевым и Моисеевым, что на кресле должны использоваться кроме механических — электрические устройства, которые позволяли бы полностью автоматизировать весь процесс катапультирования.
Проектирование кресла было поручено группе конструкторов, под руководством П. П. Соболева, который быстро усвоил стремительный стиль работы Главного конструктора и старался ему соответствовать.
На совещаниях, которые проводились ежедневно, Гай Ильич всех внимательно выслушивал, и только потом принималось решение о дальнейшем направлении работы. При этом с любым рабочим, конструктором или ведущим инженером он всегда вёл себя как со своим коллегой, а не как начальник с подчинённым. Все работали на подъёме, с огромным энтузиазмом, которым Северин всех буквально заражал. Достаточно сказать, что в процессе создания кресла коллективом было получено более двадцати авторских свидетельств на изобретения.
Очень эффективным оказался метод защиты лётчика от воздействия набегающего потока при катапультировании на большой скорости, предложенный Севериным. Для этого предлагалось установить на переднюю стенку кресла дефлектор, выдвигающийся между ног лётчика при катапультировании. Как выяснилось позже, это оказалось настолько эффективным, что защищало не только голову, но и грудь, и брюшную область лётчика при катапультировании на скоростях до 1400 км/час.

К 1970 году кресло было создано, и на всех заводских испытаниях показывало прекрасные результаты. Но на этапе его заключительных Государственных испытаний, из-за нелепой случайности погиб парашютист-испытатель Валентин Данилович. И только благодаря неимоверным усилиям и настойчивости Гая Ильича удалось доказать, что его гибель была вызвана роковым стечением обстоятельств, совершенно не связанных с катапультным креслом.
После этого Северин принял решение произвести катапультирование точно в таком же полёте. Его выполнил парашютист-испытатель О.Хомутов. Всё прошло идеально. Кресло было окончательно реабилитировано.
Так был спасён уникальный проект. Если бы Северин не смог доказать, что кресло в гибели испытателя не виновато, оно бы никогда не пошло в строй. Уникальная конструкция была бы потеряна навсегда. И это была бы, конечно, катастрофа и для него, и для всего предприятия, а главное — для авиации.
После этого процесс внедрения кресла К-36 длился 15 лет. Все руководители авиационных ОКБ были категорически против его установки на свои новые самолёты. Как же так, их кресла отмечены Ленинской премией, а они должны их выкинуть и использовать чью-то чужую разработку! К тому же это требовало расформирования соответствующих конструкторских отделов.
И только энергия Северина и его умение убеждать людей позволило сдвинуть дело с мёртвой точки. Первым понял все преимущества нового кресла П. О. Сухой, и поставил его на свой новый самолёт Су-24. А потом постепенно начали сдавать свои позиции и другие фирмы. Сейчас катапультные кресла К-36, признанные лучшими в мире, стоят на всех наших современных военных самолётах.
Лётчики, которые катапультировались на кресле К-36 в самых невероятных ситуациях и спаслись, называют Северина своим спасителем, и даже крёстным отцом. По данным на 2000 год, оно спасло более 1000 жизней — тысяча лётчиков после катапультирования вернулись в строй!
В 1990-е годы прошлого века катапультным креслом К-36 очень заинтересовалось руководство ВВС США, и готово было организовать их совместное производство для последующей установки на свои самолёты.
Это могло принести большую прибыль и политические дивиденды как «Звезде», так и нашей стране. Но, к сожалению, по вине наших политических руководителей того времени сделка сорвалась.

#### Создание других средств спасения
Но есть спасённые жизни не только с помощью кресла. У известного лётчика-испытателя Владимира Сергеевича Ильюшина дважды разрушался фонарь на высотах более 20 километров. И своей жизнью он обязан высотно-компенсирующему костюму, разработанному на «Звезде».
А ведь «Звезда» делала ещё кислородные маски, надувные трапы и другие спасательные средства для гражданской авиации. Это не афишируется, но было несколько разгерметизаций пассажирских самолётов на большой высоте и аварийных посадок. Значит, были спасены ещё сотни людей.
По инициативе Северина на «Звезде», совместно с ЛИИ, с Яковлевской фирмой и с фирмой «Восход» впервые в мировой практике была создана система автоматического катапультирования, которая кардинально повысила вероятность спасения лётчика при авариях самолётов вертикального взлёта Як-36 и Як-38. В процессе их эксплуатации был зафиксирован 21 случай отказа техники на режимах взлёта и посадки. В 20 случаях лётчики действовали в соответствии с инструкцией — переключали на режиме «взлёт-посадка» катапульту на автомат, и все спаслись. А один лётчик нарушил инструкцию — не включил автомат, надеясь, что он успеет катапультироваться сам, и погиб. Не успел. То есть это стопроцентный эффект. Для примера, на английских самолётах вертикального взлёта «Хариер», при авариях в аналогичных условиях, все лётчики погибли.
Идея создания катапультной системы для спортивных самолётов зародилась у Г. И. Северина после того, как в течение короткого промежутка времени произошли две катастрофы самолётов СУ-26. В одной из них погиб лётчик-испытатель Александр Щукин, а в другой — американский лётчик Том Джонс, закупивший у нас 150 таких самолётов для аэроклубов США.
Как обычно происходит изобретение: один подал идею, другой приспособил к ней ещё что-то, третий ещё… Кресло для спортивных самолётов СКС-94 — изобретение, которое целиком принадлежит Северину.
Он пришёл в бригаду конструкторов, и сказал — я предлагаю сделать вот так!… Возражений не нашлось!
Кресло было достаточно быстро создано, но до реального катапультирования, для выполнения которого был назначен сын Гая Ильича — Владимир, работавший на «Звезде» испытателем, было проведено множество стендовых испытаний на заводе и на летающих лабораториях с манекенами.

В результате испытания прошли успешно, и Владимир Северин заслуженно получил за их проведение звание Героя России. Сейчас это кресло стоит на Суховских спортивных самолётах, в том числе и за границей. В Миланском аэроклубе осенью 2009 года на нём катапультировался и спасся итальянский лётчик Марио Грегори, после чего прислал на «Звезду» благодарственное письмо.
В Америке десятки тысяч спортивных и лёгких самолётов. На них гибнут в год десятки людей. Ведь даже если есть парашют, то это ещё не значит, что им всегда можно воспользоваться. Гай Ильич пытался пробить закон, обязывающий иметь на всех спортивных самолётах систему аварийного спасения. Но это у него так и не получилось.
На «Звезде» под руководством Северина была создана и внедрена уникальная ракетно-парашютная система спасения (РПС) К-37 для боевых вертолётов Ка-50 и Ка-52. В процессе испытаний этой системы на полигоне в Фаустове было выполнено более 100 успешных катапультирований манекенов. После этого кресло К-37 было установлено на вертолёты Ка-50 и Ка-52, что обеспечило надёжное спасение лётчиков при возникновении аварийных ситуаций.

#### Работы по увеличению дальности полёта боевых самолётов
В конце 2005 года Г. И. Северин решил возродить на заводе производство универсальных агрегатов заправки самолётов в воздухе (УПАЗ). В 80-х годах прошлого века на «Звезде» был разработан такой агрегат, который серийно производился в Ташкенте. Но после того как Ташкент оказался в другой стране, его производство там прекратилось. То есть самолёты нашей стратегической авиации лишились возможности дозаправки топливом в полёте. Это было недопустимо. Г. И. Северин подключил военных, руководство авиационных ОКБ и добился восстановления производства УПАЗов в нашей стране. Поэтому можно считать, что благодаря ему у нас сохранилась стратегическая авиация.
Сейчас при выполнении боевых задач самолёты-истребители и бомбардировщики летают десятки часов. Системы заправки в полёте, созданные на «Звезде», обеспечили рекордные беспосадочные полёты на истребителе СУ-27, один из которых продолжался более пятнадцати часов. А когда на «Звезде» сделали бортовую кислородно-добывающую установку, позволяющую получать кислород из атмосферы, то ограничений по длительности полёта вообще не стало.
Системы жизнеобеспечения лётчика, сделанные на «Звезде» и принятые на вооружение: высотное и защитное снаряжение, катапультное кресло, система заправки топливом в полёте, системы пожаротушения по своим техническим характеристикам являются лучшими в мире. Многие авторитетные специалисты признают, что «Звезда» является лидирующей фирмой по созданию средств жизнеобеспечения лётчика в мировом авиационном сообществе.

## Работы по космической тематике
За период с 1965 по 2008 годы под руководством Г. И. Северина на «Звезде» было создано свыше 14 (!) типов космических скафандров и их модификаций, которые успешно использовались нашими и зарубежными космонавтами в космических полётах и при работах в открытом космосе. При этом к каждому скафандру разрабатывалась и создавалась своя система жизнеобеспечения для использования его на корабле и в космосе. Создавалось кислородное и гигиеническое оборудование для космических станций. Были спроектированы и созданы амортизационные кресла для экипажей космических кораблей «Союз» и катапультная система для космического корабля «Буран», которая обеспечивала спасение космонавтов при возникновении аварийной ситуации от старта до участка выхода на орбиту и при спуске.
Было создано и испытано в космосе уникальное устройство для перемещения космонавта в космическом пространстве.
Вот далеко не полная хронология работ НПП «Звезда» под руководством Г. И. Северина по космической тематике:
- 1965 год. Создание надувной шлюзовой камеры, через которую А. Леонов вышел в открытый космос.
- 1966 год. Разработан и прошёл испытания космический скафандр «Ястреб» с полностью автономной системой жизнеобеспечения.
- 1967 год. Начата разработка и испытания космического скафандра «Орлан» для длительной работы в космосе.
- 1968 год. Принято решение о конструкции лунного скафандра и начата его разработка.
- 1969 год. Космонавты Елисеев и Хрунов в скафандрах «Ястреб» перешли через открытый космос из космического корабля «Союз-5» в корабль «Союз-4», продемонстрировав таким образом возможность спасения космонавтов при аварии на орбите. Нечто подобное показано в известном американском фильме «Гравитация» 2011 года выпуска. А на самом деле это было осуществлено ещё более полувека назад, с помощью скафандра Г. И. Северина. В том же году были изготовлены и прошли полный цикл испытаний скафандр для выхода на луну «Кречет» и орбитальный скафандр «Орлан». Начата разработка скафандра длительного хранения на космической станции «Орлан-Д».
- 1971 год. Начало разработки и испытаний аварийно-спасательного скафандра «Сокол-К» для космических кораблей «Союз».
- 1973 год. Первый космический полёт в скафандрах «Сокол-К» экипажа корабля «Союз-12».
- 1974 год. Начало разработки и испытаний аварийно-спасательного скафандра «Сокол КВ-2».
- 1977 год. Первый парный выход в космос из станции «Салют-6» в скафандрах «Орлан-Д».
- 1979 год. Разработан и испытан аварийно-спасательный скафандр «Сокол КВ-2».
- 1980 г. Первый космический полёт в скафандрах «Сокол КВ-2» экипажа «Союз Т-2».
- 1981 г. Начало разработки автономной бортовой системы обеспечения жизнедеятельности (СОЖ) и скафандров «Стриж» для «Бурана».
- 1983 г. Начало разработки и испытаний скафандра «Орлан-ДМ» для орбитальных космических станций «Салют» и «Мир».
- 1984 г. Начата разработка установки для перемещения в космосе (21КС).
- 1985 г. Первый выход в космос в скафандре «Орлан-ДМ» с космической станции «Салют-7». Начало разработки и испытаний скафандра «Орлан-ДМА» для орбитальной станции «Мир».
- 1986 г. Создание ассенизационно-санитарного устройства АСУ-8А с системой принятия водных процедур для космической станции «Мир».
- 1988 г. Выход в космос со станции «Мир» французского космонавта Ж. Л. Кретьена в скафандре «Орлан-ДМА» в паре с нашим космонавтом.
- 1990 г. Космонавтами А. С. Викторенко и А. А. Серебровым испытана установка для перемещения в космосе 21КС при выходе с орбитальной станции «Мир».
- 1992 г. Начата работа по созданию Российско-Европейского скафандра для работы в космосе.
- 2000 г. Выведена на орбиту МКС с системой жизнеобеспечения и скафандрами, созданными на «Звезде».
- 2001 г. Первый выход в космос из МКС в скафандре «Орлан-М».
- 2003 г. Начало испытаний скафандра «Орлан-МК».
- 2007 г. Начало разработки нового скафандра «Орлан-МКС».
- 2008 г. Первый выход в космос из иностранного космического корабля в скафандре «Орлан-М».

#### Спасательные скафандры «Сокол»
В 1969 году, в связи с созданием орбитальной станции «Салют», для обеспечения возможности перехода в неё экипажа без выхода в открытый космос, был модифицирован транспортный корабль «Союз». Применение каких-либо скафандров на этом корабле не предусматривалось. «Звезда» должна была поставлять на эти корабли только полётную одежду, амортизационные кресла, ассенизационное устройство, систему питьевой воды и неприкосновенный запас.
Но после трагического завершения полёта корабля «Союз-11» (космонавты Г. Т. Добровольский, В. Н. Волков и В. И. Пацаев погибли из-за разгерметизации космического корабля на участке спуска) было принято решение о создании защитного снаряжения для экипажа космического корабля в случае его разгерметизации.
Ни один из ранее созданных космических скафандров для этой цели не годился, так как они были разработаны либо для использования вне корабля, либо не могли сочетаться с амортизационным креслом «Союза».

Новый защитно-аварийный скафандр, созданный на «Звезде» для кораблей «Союз», получил название «Сокол-К». Этими же скафандрами комплектовались все последующие космические корабли «Союз». 

#### Скафандры орбитального базирования «Орлан»
Для эксплуатации на орбитальной станции специалистами «Звезды» было предложено использовать два типа скафандров: максимально облегчённый спасательный скафандр, изготавливаемый индивидуально для каждого космонавта, и более сложный и надёжный скафандр для выхода в космос, который получил название «Орлан».
Скафандр «Орлан» обеспечивал выход в открытый космос через шлюзовую камеру для выполнения работ по обслуживанию оборудования, установленного на внешней поверхности орбитальной станции, а также для выполнения операций с отходом от станции и маневрированием при помощи индивидуальной двигательной установки.
В начале 1970 года началась экспериментальная отработка скафандра «Орлан» применительно к космической станции «Салют», которую планировали вывести на орбиту в апреле 1971 года. При этом была проведена модификация скафандра для длительного и многоразового использования на орбитальной станции с возможностью его обслуживания самими космонавтами. Модифицированный скафандр получил название «Орлан-Д». Планируемое время хранения скафандра на орбите составляло три месяца, общее время выходов в нём в космос — не менее десяти часов. Общая масса двух скафандров в заправленном состоянии не превышала 216 кг.
Первый выход в космос в скафандрах «Орлан-Д» был осуществлён в 1977 году космонавтами Ю. В. Романенко и Г. М. Гречко из орбитальной космической станции «Салют-6».
Недостаток скафандра «Орлан-Д» заключался в том, что он был связан с бортовыми системами станции кабелем длиной двадцать метров, по которому осуществлялось электропитание, радиосвязь и передача телеметрической информации о работе его систем и состоянии космонавта. Наличие такого кабеля было приемлемо только при проведении работ на поверхности станции, вблизи от шлюзовой камеры.
Поэтому после нескольких лет успешной эксплуатации скафандра «Орлан-Д» на «Звезде» началась разработка его новой модификации — автономного скафандра «Орлан-ДМА», который использовался уже без применения электрического кабеля, связывающего его с бортовыми системами станции.
Учитывая возможность использования российских скафандров международными экипажами, в 1995 году была разработана очередная модификация скафандра, получившая наименование «Орлан-М». В этой модификации была улучшена подвижность скафандра, обеспечено размещение в нём космонавтов и астронавтов с увеличенными антропометрическими данными, увеличено время автономной работы, а также реализованы мероприятия по повышению его надёжности и безопасности.
В 1995 году три скафандра «Орлан-М» были доставлены на орбитальную станцию «Мир», из которой в них было выполнено в общей сложности 36 выходов в космос. В 2000—2001 годах три скафандра «Орлан-М» были доставлены на МКС, и до конца 2004 года в них было выполнено 28 выходов в космос пятнадцатью космонавтами.
В последующие годы было проведено несколько программ сравнительных испытаний российского и американского орбитального скафандра для определения возможности их унификации и обеспечению выходов в космос в российском скафандре из американского шлюза. Была также проведена работа по обучению американских специалистов эксплуатации скафандра «Орлан-М» на МКС и тренировки в них астронавтов США.

#### Устройство для перемещения и маневрирования в космосе
С приходом на «Звезду» Г. И. Северина была форсирована работа по созданию установки для перемещения и маневрирования космонавта (УПМК), которая началась ещё при жизни С. П. Королёва, применительно к разрабатываемым скафандрам для выхода в открытый космос. Использование УПМК планировалось при выходах в космос из орбитальной станции «Мир», а также из космического корабля «Буран». Применение установки должно было повысить эффективность работы в космическом пространстве при выполнении монтажных, ремонтно-профилактических, научно-исследовательских, военно-прикладных и спасательных работ.
УПМК был присвоен индекс 21КС. Она представляла собой автономную систему с силовой установкой, обеспечивающую перемещение космонавтов в открытом космосе. Используя её, космонавт мог перемещаться относительно орбитальной станции, не пользуясь страховочным фалом и поручнями, расположенными на её поверхности. УПМК 21КС была выполнена в виде ранца, охватывающего скафандр со стороны спины.
Лётный образец установки 21КС был доставлен на станцию «Мир» 26 ноября 1989 года, а в феврале 1990 года космонавты А. А. Серебров и А. С. Викторенко провели её лётно-конструкторские испытания при выходе в открытый космос. При этом А. А. Серебров удалялся от станции на 33 метра, а А. С. Викторенко — на 45 метров.

#### Установка самоспасения космонавта (Сейфер)
Устройство предназначалось для возврата космонавта на орбитальную космическую станцию в случае случайного отрыва от неё при выходе в космос. Устройство было разработано применительно к скафандру «Орлан-М» для МКС. При этом технические характеристики российского «Сейфера» и логика его работы с целью облегчения тренировок экипажей были максимально приближены к характеристикам «Сейфера» американского скафандра EMU. В 2002 году «Звезда» закончила отработку «Сейфера» и изготовила его образцы для доставки на МКС.

## Другие работы «Звезды» в области жизнеобеспечения

#### Кислородное оборудование для альпинистов
В 1980 году началась подготовка команды СССР к восхождению на Эверест. Известно, что на эту высочайшую вершину мира практически невозможно подняться без кислородного оборудования, хотя нескольким выдающимся альпинистам это и удалось.
С просьбой о создании кислородного оборудования к Северину обратилось руководство нашей Федерации альпинизма. Гай Ильич, сам бывший альпинист, прекрасно понимал всю важность проблемы, и с энтузиазмом взялся за её решение.
В результате на «Звезде» был создан комплекс кислородно-дыхательного альпинистского оборудования, на то время не имеющего аналогов в мире, что в немалой степени способствовало успеху нашей экспедиции в 1982 году.
После этого созданная кислородная система для альпинистов выпускалась «Звездой» в течение десяти лет. Она называлась «Русский кислород» (Russian oxygen), и очень славилась за рубежом. Её покупали европейцы, американцы, китайцы и альпинисты из других стран.

#### Противошоковый костюм «Каштан»
В 1991 году на «Звезде» был разработан уникальный противошоковый костюм «Каштан», улучшающий кровоснабжение верхней части тела человека, в том числе - головного мозга, при травмах, связанных с большой потерей крови, за счёт выдавливания крови из нижних конечностей, увеличивая допустимое время транспортировки пострадавшего на 5—6 часов. За это время человека можно доставить в больницу, и он останется жить.
Такие костюмы использовались в Приднестровье, где в то время проходили военные действия, и с их помощью спасали людей со смертельными ранами.
У нас в стране десятки тысяч людей гибнут в автомобильных авариях, в том числе и от потери крови. Ведь при наших пробках на дорогах — пока за ранеными приедут медики, пока довезут в больницу, уже ничего сделать нельзя. А этот костюм позволяет раненому человеку продержаться дополнительно до шести часов.
Понимая важность проблемы, на «Звезде» было налажено серийное производство костюмов «Каштан». Несколько сотен их продали МЧС, но широко внедрить его оказалось практически невозможно, несмотря на все усилия Г. И. Северина по убеждению разных высоких чинов в его необходимости.
В США и во многих странах Европы аналогичные костюмы — обязательная принадлежность каждой полицейской машины, потому что в авариях гибнет в основном трудоспособное население страны. У них об этом думают, а у нас — нет.
Кроме этого, на «Звезде» разработали и сделали мобильные барокамеры для лечения ожогов, аппараты принудительной вентиляции лёгких, противопролежневые матрацы, мягкие носилки для транспортировки раненых из труднодоступных мест и много другого медицинского оборудования, несмотря на то, что его внедрение каждый раз требовало от Г. И. Северина невероятных усилий и не давало никаких ощутимых доходов.

#### Костюм для лечения детского церебрального паралича «Адель»
В 1990-е годы, по инициативе Северина на «Звезде» были разработаны специальные костюмы «Адель» для лечения детского церебрального паралича. Сначала ими очень заинтересовались медики, и несколько лет их производилось достаточно много, но потом почему-то интерес в нашей стране к ним пропал, и лицензию на изготовление таких костюмов у «Звезды» купили поляки, израильтяне, и делают их у себя.

#### Спасение людей от переохлаждения
При катастрофе в конце 1980-х годов атомной подводной лодки «Комсомолец», моряки, оказавшись в ледяной воде, погибли от переохлаждения — организм человека способен выдержать такие экстремальные условия не больше пяти минут.
Специалисты «Звезды» уже тогда вместе с фармацевтами работали над этой проблемой и создали медикаментозные средства, которые меняют энергетику человека, мобилизуют её. Было проведено огромное число испытаний, в которых участвовали добровольцы. Они продемонстрировали, что человек, оказавшийся в ледяной воде, может прожить там до двух суток, а не пять минут. Однажды испытатели «Звезды» пробыли в ледяной воде, при температуре воздуха минус пятнадцать градусов, двое суток. Принимали таблетки и не замёрзли.
Ещё до трагедии с «Комсомольцем» Северин обратился к командованию ВМФ с предложением оснастить флот столь эффективным средством спасения. Но ему ответили: «Считаем это преждевременным, потому что не ясно, каковы будут отдалённые последствия применения таких средств для организма». Так и изучают до сих пор эти «отдалённые последствия», а люди продолжают замерзать.
Выяснилось также, что часть людей с «Комсомольца» погибла из-за того, что спасательные плоты в воде перевернулись — их конструкция была явно несовершенной. На «Звезде» к тому времени были разработаны плоты, исключающие подобную фатальную конструктивную особенность. Они были устойчивы в любой ситуации и могли стопроцентно спасти моряков. Эти плоты прошли государственные испытания, но… до сих пор не приняты для использования на ВМФ.
Трагедия с подводной лодкой «Курск» показала, как важно оказаться у затонувшей субмарины уже в первые часы, чтобы провести её обследование, и понять, что делать дальше. Сотрудники Северина предложили скафандр, выдерживающий давление 50 атмосфер. Вся система жизнеобеспечения для такого скафандра существует — она прошла испытание космосом. В таком облачении человек уже за пять минут может опуститься на глубину до 500 метров, работать там восемь часов, а затем за те же пять минут подняться на поверхность.

## Неожиданная смерть
До конца своих дней Г. И. Северин оставался на посту руководителя НПП «Звезда», был таким же энергичным, полным планов на будущее энтузиастом своего дела. Но нелепая случайность оборвала жизнь этого замечательного человека.
3 февраля 2008 года на 82-м году жизни, катаясь на горных лыжах на Боровском кургане, он неудачно упал на трассе и сломал ногу, а 7 февраля, после успешной операции, неожиданно скоропостижно скончался в больнице от оторвавшегося тромба. Похоронен на Троекуровском кладбище в Москве[5].
24 июля 2008 года на территории НПП «Звезда», в посёлке Томилино, открыт памятник (бронзовый бюст) Г. И. Северину[6]. С декабря 2009 года ОАО «НПП „Звезда“» носит его имя, а на главном корпусе предприятия открыта мемориальная доска в его честь.

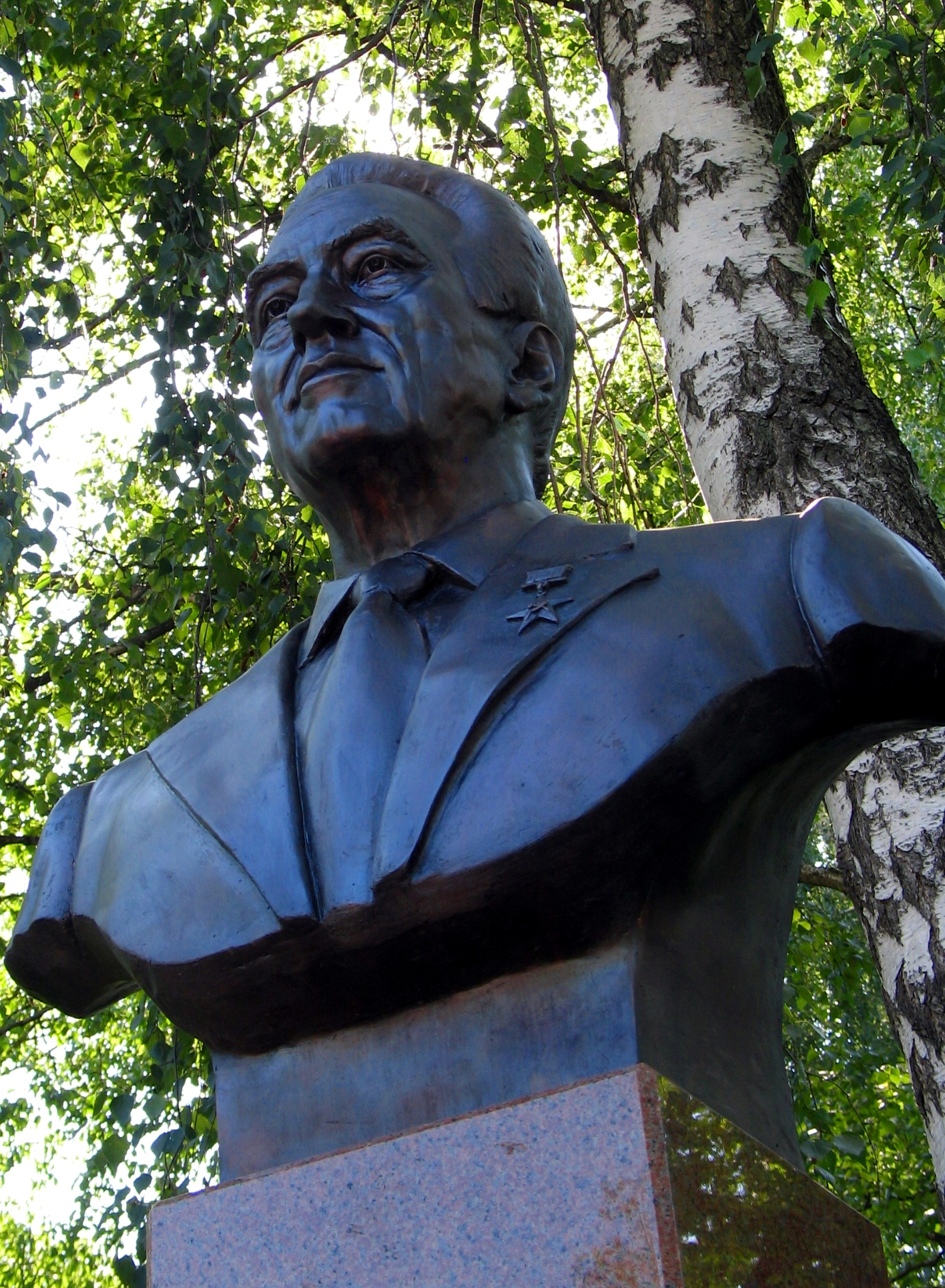

## Семья
- Отец Илья Фёдорович из бедной многодетной крестьянской семьи, которая жила под Прохоровкой (ныне посёлок городского типа, районный центр Белгородской области). Его дед был героем обороны Севастополя во время русско-турецкой войны, и по царскому Указу он мог бесплатно учиться в любом учебном заведении России. Отец окончил с золотой медалью гимназию, а потом Харьковский сельскохозяйственный институт, получив специальность агронома. Как и большинство студентов того времени, активно участвовал в революционном движении, вступив в партию левых эсеров. По счастью, после революции его не расстреляли в числе многих членов этой партии, а использовали по специальности, как квалифицированного агронома, пригласив на работу в наркомат внутренних дел. Он получил звание комбрига, и был назначен главным агрономом всех совхозов НКВД, где работали заключённые. Каждый год они всей семьёй переезжали то под Красноярск, то под Новосибирск, то куда-то на Север. Его настолько ценили, что нарком внутренних дел подарил ему один из первых автомобилей, которые начал выпускать Горьковский автозавод. В 1937 году отца арестовали со стандартной тогда формулировкой „враг народа“. Однако, через два с половиной года, когда НКВД возглавил Берия, его неожиданно освободили, восстановили в звании и предложили прежнюю работу. Но он отказался и уехал с семьёй под Алма-Ату, где работал главным агрономом колхоза „2-я пятилетка“ (впоследствии совхоз „Ала-Тау“) до глубокой старости.
- Мать Ревекка Аркадьевна родилась в Вильнюсе в интеллигентной еврейской семье, и была старшей из пятерых детей. В 1913 году поступила на медицинский факультет Варшавского университета. Когда началась Гражданская война, её со второго курса забрали на фронт, где она служила сестрой милосердия до 1917 года. Там она познакомилась с Семёном Нахимсоном, одним из сподвижников Ленина, который был послан на фронт для налаживания революционной агитации среди солдат. Хоть он был старше на двенадцать лет, но влюбился в красивую медсестру и сделал ей предложение. Вскоре они поженились, и какое-то время жили в Смольном. Их соседями были Ленин с Крупской, Свердлов, Луначарский… Но семейная жизнь продолжалась недолго. В 1918 году в Ярославле вспыхнул белогвардейский мятеж, и Нахимсон, назначенный в то время председателем исполкома городского совета, был расстрелян. После его гибели мама несколько лет работала в управлении снабжения Петрограда, которым тогда руководил известный советский деятель А. П. Бадаев. В 1920 году, когда появилась возможность, её отправили отдохнуть в Кисловодск. Там она встретилась с отцом, они полюбили друг друга и больше не расставались, хотя их брак целых пятьдесят лет не был официально оформлен. И лишь когда они отмечали „Золотую свадьбу“, Гай Ильич заставил их пойти в сельсовет и официально зарегистрироваться.
- Брат Владимир (1924—1943) старше Гая Ильича на два года, в детстве и в юности был во всём для него примером. Он был прекрасным лыжником, альпинистом и всегда брал Гая с собой, приучая его к спорту. Когда началась Великая Отечественная война, брату было только семнадцать лет, но он, приписав себе год, в 1942 году добровольцем ушёл на фронт. Будучи уже командиром взвода снайперов, погиб 23 февраля 1943 года, в бою под Прохоровкой, на родине отца.
- Жена (с 1951 года) — Северина (Алексеева) Татьяна Владимировна (1927—1997).
- Дочь Наталья (1953—2011), окончила МГУ.
- Сын Владимир (1956 г.р.) после окончания МАИ работал на НПП „Звезда“, Заслуженный испытатель космической техники. Указом Президента Российской Федерации от 21 июня 1996 года „За мужество и героизм, проявленные во время испытания и отработки аварийных спасательных систем космических и летательных аппаратов“ Северину Владимиру Гайевичу присвоено звание Героя Российской Федерации со вручением медали „Золотая Звезда“. В настоящее время — Главный специалист НПП „Звезда“ имени  Академика Г. И. Северина», Генеральный директор НП «Горнолыжный клуб Гая Северина». Живёт в посёлке Кратово, Московской области.
- Внук Илья (1985 г.р.) окончил МАИ, работал в ОКБ П.О Сухого. В настоящее время — Исполнительный директор НП «Горнолыжный клуб Гая Северина», член Исполкома Федерации горных лыж и сноуборда Московской области. Живёт в г. Москве.
- Внучка Марина (1978 г.р.) живёт в г. Москве.

## Награды и звания
- Герой Социалистического Труда (8 февраля 1982);
- Орден «За заслуги перед Отечеством» II степени (23 февраля 2007) — за выдающийся вклад в разработку и создание специальных изделий для космической и авиационной техники, многолетний добросовестный труд[2];
- Орден «За заслуги перед Отечеством» III степени (23 августа 1996) — за заслуги перед государством и большой личный вклад в создание новых образцов космической и авиационной техники[3];
- Орден Дружбы народов (1992);
- Три ордена Ленина (1966, 1971, 1982);
- Орден Октябрьской революции (26 апреля 1971);
- Ленинская премия (1965)[4];
- Государственная премия СССР (1978);
- Государственная премия Российской Федерации (2001);
- Премии правительства РФ;
- Почётная грамота Правительства Российской Федерации (24 июля 2006) — за большой личный вклад в создание авиационной и космической техники и в связи с 80-летием со дня рождения[5];
- Лауреат Международной премии Андрея Первозванного «За веру и верность» (2007);
- Действительный член Академии наук РФ (2000);
- Доктор технических наук (1987);
- Профессор (1976);
- Действительный член Международной академии астронавтики;
- Мастер спорта СССР;
- Двукратный чемпион СССР по горнолыжному спорту (1948, 1950);
- Почётный член Президиума Федерации горнолыжного спорта и сноуборда России.